# くもの饗宴

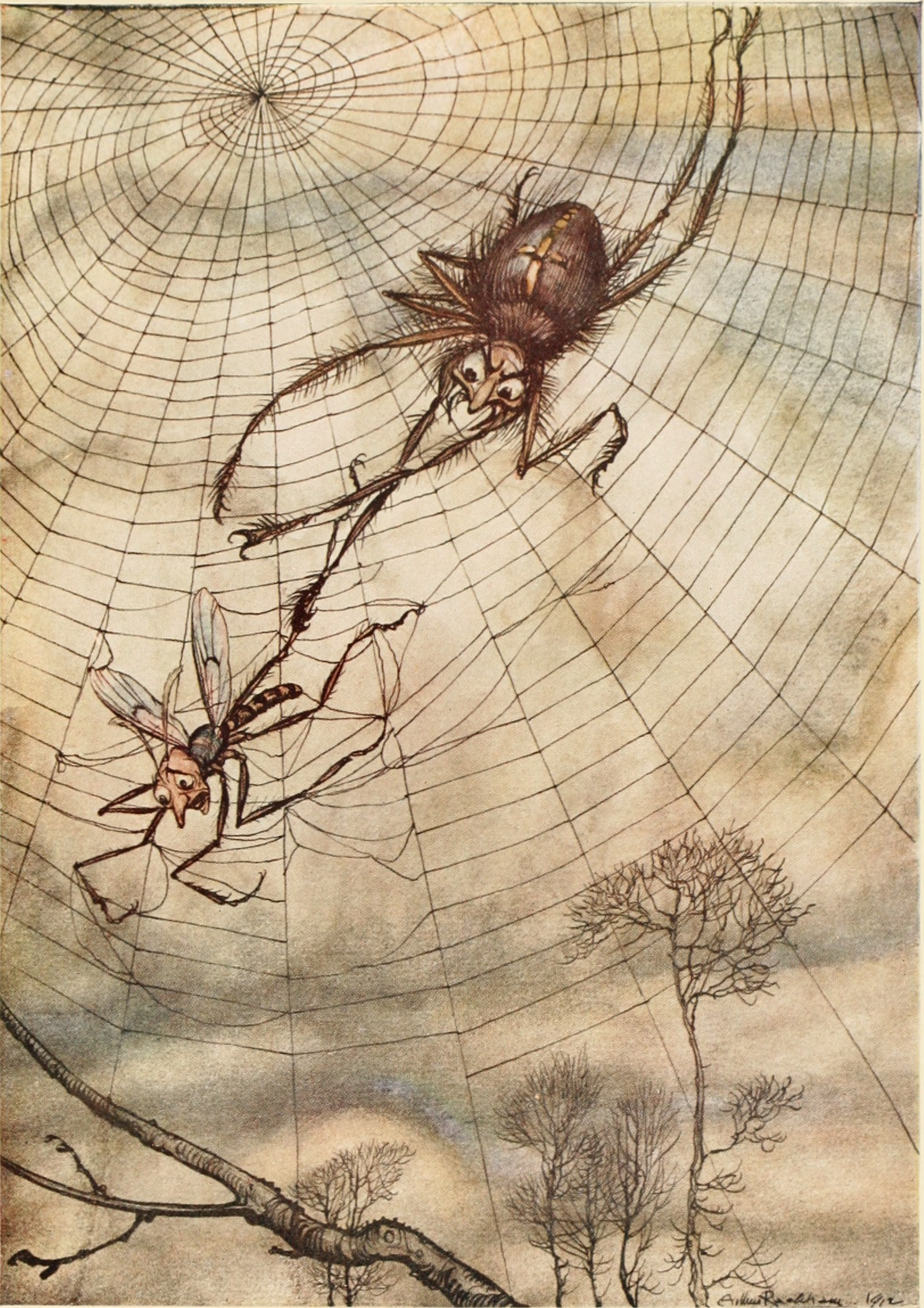
アーサー・ラッカムによるイラスト

『くもの饗宴』（くものきょうえん、フランス語: Le Festin de l'araignée, 英語: The Spider's Feast）作品17 L. 19 は、1912年にアルベール・ルーセルが作曲したバレエ音楽。『蜘蛛の饗宴』と表記される場合もある。
現在ではしばしば、作曲者自身によって「交響的断章」と呼ばれた演奏会用の組曲が演奏・録音されている。初期のルーセルの作品の代表作であり、クロード・ドビュッシーやモーリス・ラヴェルの作風に倣った、印象主義的な筆致を採っている。官能的な、濃密で精緻な管弦楽法が特徴的である。

## 経緯と内容
1912年に芸術劇場（Théâtre des Arts）の依嘱によって依嘱されたバレエ（厳密には本作は「バレエ＝パントマイム（ballet-pantomime）」と銘打たれている）であり、アンリ・ファーブルの『昆虫記』に霊感を受けている。むしろ象徴主義的な作品であり（モーリス・メーテルリンクも昆虫の生態に情熱を注いだ）、バレエの大筋は、女郎蜘蛛の巣にかかって喰われてしまう昆虫たちに関連している。

## 楽器編成
- 木管楽器：フルート2（2番奏者はピッコロ持ち替え）、オーボエ2（2番奏者はイングリッシュホルン持ち替え）、クラリネット2、 ファゴット2
- 金管楽器：ホルン2、トランペット2
- 打楽器：大太鼓、シンバル、ティンパニ2、小太鼓、トライアングル （打楽器奏者1名）
- その他：弦楽五部、ハープ、チェレスタ

## バレエ音楽
全2部構成であり、全曲が切れ目なく演奏される。演奏時間は約30分。
- 第1部
前奏曲 Prélude
アリの入場 Entrée des fourmis
カブトムシの入場 Entrée des Bousiers
蝶の踊り Danse du Papillon
くもの踊り 第1番 Danse de l'araignée
アリのロンド Ronde des fourmis
2匹の戦闘的なカマキリ Combat des mantes
くもの踊り 第2番 Danse de l'araignée

- 第2部
カゲロウの羽化 Eclosion et danse de l'Éphémère
カゲロウの踊り Danse de l'Éphémère
カゲロウが止まる Mort de l'Éphémère
カゲロウの死 Agonie de l'araignée
カゲロウの葬送 Funérailles de Éphémère

## 交響的断章

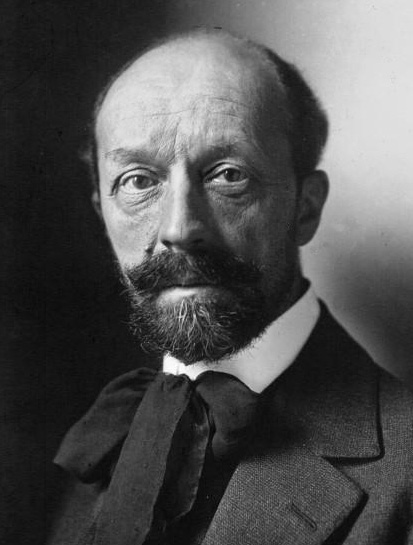
1923年のルーセル

バレエ音楽に基づき、作曲者自身の手によって「交響的断章（フランス語: Fragments symphoniques）」が編み出された。連続して演奏される以下の7つの楽章から成り、全曲の演奏には15分程度を要する。
1. 前奏曲 Prélude
2. アリの入場 Entrée des fourmis
3. 蝶の踊り Danse du papillon
4. カゲロウの羽化 Eclosion de l'éphémère
5. カゲロウの踊り Danse de l'éphémère
6. カゲロウの葬送 Funérailles de l'éphémère
7. 寂れた庭に夜の闇は降りる La nuit tombe sur le jardin solitaire

## 音源
古くは1929年に作曲者自身の指揮によってパリで収録された音源が残されており、アルトゥーロ・トスカニーニはNBC交響楽団を指揮して「交響的断章」を放送用に録音した。ジャン・マルティノンはステレオ録音を残している。最初のデジタル録音は、1986年にジョルジュ・プレートルによって行われた。